# St Kilda Football Club
El Saint Kilda Football Club és un club professional de futbol australià australià de la ciutat de Melbourne que disputa l'Australian Football League.

## Palmarès
- Australian Football League: 1966
- Minor Premiers (fase regular): 1965, 1997
- McClelland Trophy: 1997

## Estadis
- Telstra Dome, Docklands, Melbourne; 2000 - Present
- Waverley Park, Mulgrave; 1993 - 1999
- Moorabbin Oval, Moorabbin; 1965 - 1992
- Junction Oval, St Kilda; 1877 - 1964